# Stefan Nimke
Stefan Nimke (* 1. März 1978 in Hagenow) ist ein deutscher Bahnradsportler, der auf Kurzzeitdisziplinen spezialisiert ist. Er ist Olympiasieger und sechsfacher Weltmeister. Nachdem er bei den Sommer-Paralympics 2016 in Rio de Janeiro mit Kai Kruse die Bronzemedaille im 1000-Meter-Zeitfahren errang, ist er der einzige Deutsche, der sowohl bei Olympischen als auch bei Paralympischen Spielen Medaillen errang.

## Sportliche Laufbahn
Nimke begann 1987 in Schwerin mit dem Radsport. 1994 holte er seinen ersten nationalen Junioren-Meistertitel. 1996 folgte dann der erste Deutsche Meistertitel bei der Elite. Von 2000 bis 2008 fuhr er für das „XXL Erdgas Team“, seitdem für das „Trackcycling Team Mecklenburg-Vorpommern“.
Bei den Olympischen Spielen 2000 in Sydney gewann er die Silbermedaille im 1000-Meter-Zeitfahren auf der Bahn. Über die gleiche Distanz wurde Nimke 2003 zum ersten Mal Weltmeister. 2004, bei den Olympischen Spielen in Athen, fuhr er mit Jens Fiedler und René Wolff Gold im Olympischen Sprint und Bronze über 1000 Meter im Zeitfahren ein. 2006 holte er in Bordeaux seine erste WM-Medaille im Sprint in Bronze.
Am 27. März 2009 gewann Nimke mit 1:00,666 min die Goldmedaille im 1000-Meter-Zeitfahren bei den Bahn-Radweltmeisterschaften im polnischen Pruszków. Die Zeit war die schnellste je bei Weltmeisterschaften über 1000 Meter gefahrene und bedeutete gleichzeitig eine Verbesserung seines eigenen deutschen Rekords, den er 2004 aufstellte. Es war erst sein zweites 1000-Meter-Rennen unter Wettkampfbedingungen, nachdem er sich auf den Sprint konzentriert hatte.
Im Frühjahr 2011 errang Nimke gemeinsam mit Maximilian Levy und René Enders bei den UCI-Bahn-Weltmeisterschaften 2011 in Apeldoorn die Silbermedaille im Teamsprint. Nachdem dem französischen Team die Goldmedaille wegen Verstosses gegen die Melde-Auflagen der WADA durch Grégory Baugé im Januar 2012 aberkannt wurde, weil dies offiziell als Dopingvergehen eingestuft wurde, ging die Goldmedaille an das deutsche Trio. Bei den UCI-Bahn-Weltmeisterschaften 2012 Melbourne errang Nimke sein sechstes WM-Gold und sein viertes im Zeitfahren; dabei stellte er mit einer Zeit von 1.00,082 Minuten einen inoffiziellen Flachland-Rekord auf, da der Franzose Arnaud Tournant den bestehenden Weltrekord 2001 in der Höhenlage von La Paz auf 3600 Metern aufgestellt hatte. 2004 bis 2006 gewann er den Großen Preis von Deutschland im Sprint, 2006 und 2007 den Großen Preis von Büttgen.
Bei den Olympischen Spielen 2012 in London war Nimke für den Teamsprint nominiert. Kurz vor dem Beginn des Wettbewerbs musste er jedoch seinen Start wegen einer Verletzung absagen, seinen Platz nahm Robert Förstemann ein. Es wären seine vierten Olympischen Spiele gewesen und sollten Höhepunkt sowie Abschluss seiner Laufbahn sein.
Nachdem Stefan Nimke seinen Rücktritt vom Leistungssport nach den Spielen angekündigt hatte, erklärte er im November 2012 seinen Rücktritt vom Rücktritt. Er plane, bis mindestens bis zu den deutschen Bahnmeisterschaften 2013 aktiv zu bleiben. Im Juli 2014 nahm er als Mitglied des Teams Best of Northern Germany mit dem Bahnradsportler Daniel Rackwitz sowie den Triathleten Michael und Denis Kruse am Race Across America teil. Das Team beendete das 4800 Kilometer lange Rennen in 5 Tagen und 19 Stunden und belegte damit Platz vier in seiner Kategorie.

### Pilot auf dem Tandem

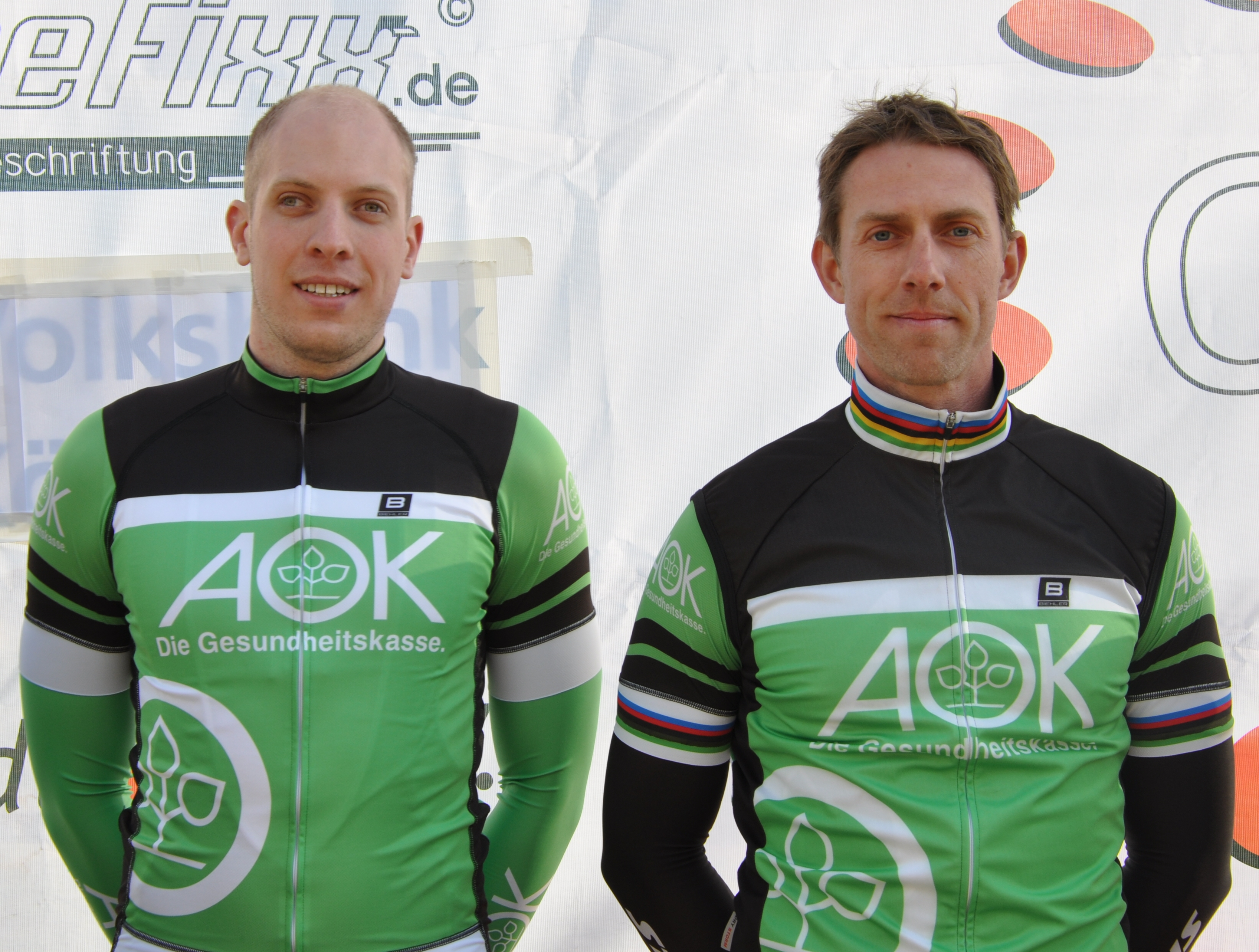
Stefan Nimke (r.) und Kai Kruse

Seit 2013 bereitet sich Nimke gemeinsam mit dem sehbehinderten Fahrer Kai Kruse als Pilot auf dem Tandem für das 1000-Meter-Zeitfahren bei den Paralympics 2016 in Rio de Janeiro vor. Diese Paarung entstand im Rahmen der Initiative Tandem 2016 des Deutschen Behindertensportverbandes. Bei den UCI-Paracycling-Bahnweltmeisterschaften 2014 belegten beide Rang fünf im 1000-Meter-Zeitfahren. Im Jahr darauf gewann das Duo bei den Weltmeisterschaften in Apeldoorn die Bronzemedaille.
2016 startete Nimke als Pilot für Kai Kruse bei den Paralympics in Rio. In der Verfolgung belegten sie Rang 13, im Zeitfahren über 1000 Meter errangen sie die Bronzemedaille. Damit ist Nimke der erste deutsche Sportler, dem es gelang, sowohl bei Olympischen als auch bei Paralympischen Spielen Medaillen zu gewinnen. Nach den UCI-Paracycling-Bahnweltmeisterschaften 2019 trennten sich Nimke und Kruse.
Im Herbst 2018 begann Stefan Nimke das Training mit seinem neuen Partner Tim Kleinwächter.

## Ehrungen
Stefan Nimke wurde mit der Aufnahme in die Hall of Fame des europäischen Radsportverbandes Union Européenne de Cyclisme geehrt.
Für seine sportlichen Erfolge erhielt er am 1. November 2016 das Silberne Lorbeerblatt.

## Berufliches und Familie
Stefan Nimke ist der erfolgreichste deutsche Bahnradsportler seit Ende der 1990er Jahre; er fährt für das „Track Cycling Team Mecklenburg-Vorpommern“. Er ist verheiratet und hat zwei Kinder. Er war Sportsoldat bei der Bundeswehr in der Sportfördergruppe in Frankfurt (Oder). Ab September 2008 absolvierte er eine Ausbildung zum mittleren Polizeidienstbeamten an der Fachhochschule für öffentliche Verwaltung, Polizei und Rechtspflege in Güstrow.
2017 gehörte Nimke zu den Mitgliedern der Bundesversammlung, die den künftigen Bundespräsidenten wählte. Im Oktober 2019 wurde er in die Stadtvertretung der Stadt Schwerin gewählt und gehört seitdem der CDU/FDP-Fraktion an.

## Erfolge

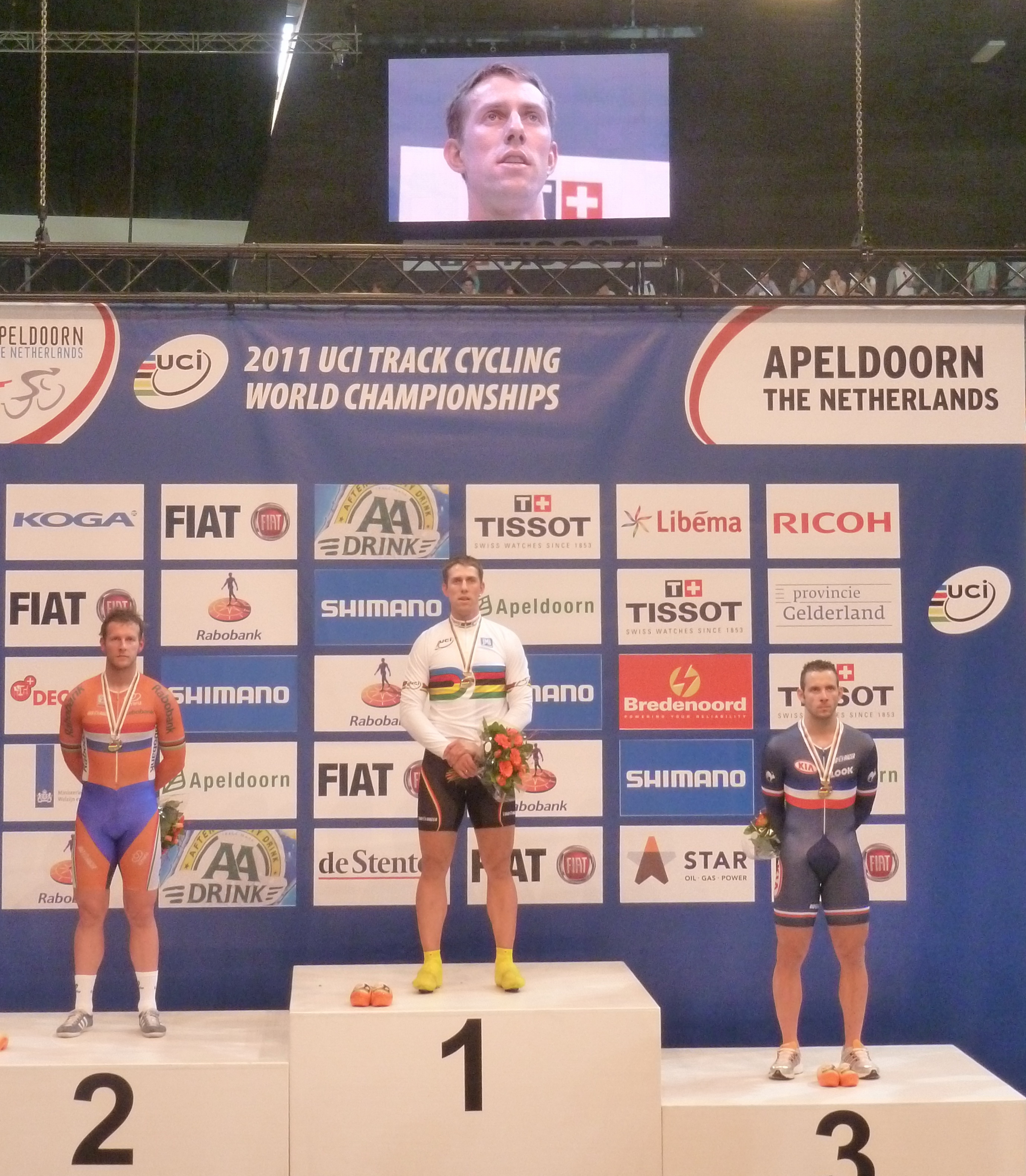
Stefan Nimke wird Weltmeister im Zeitfahren 2011 in Apeldoorn. Teun Mulder (l.), François Pervis (r.)

### Olympische Spiele
- 2004  Teamsprint
- 2000  1000 m
- 2004  1000 m
- 2008  Teamsprint

### Paralympische Spiele
- 2016  – 1000 m Zeitfahren (als Pilot von Kai Kruse)

### Bahnrad-Weltmeisterschaften
- 2003  1000 m
- 2009  1000 m
- 2010  Teamsprint
- 2011  1000 m
- 2011  Teamsprint
- 2012  1000 m
- 1997  1000 m
- 1998  Olympischer Sprint
- 1999  Olympischer Sprint
- 1999  1000 m
- 2005  Team-Sprint (ehemals Olympischer Sprint)
- 2006  Sprint
- 2007  Teamsprint
- 2009  Teamsprint

### Bahn-Europameisterschaften
- 1999  1000 m
- 2010  Teamsprint
- 2011  Teamsprint

### Deutsche Meisterschaften
- 1996 1000 m
- 1999 1000 m
- 2000 1000 m
- 2001 Sprint
- 2002 Olympischer Sprint
- 2004 Teamsprint
- 2005 Keirin
- 2006 Keirin
- 2006 Teamsprint
- 2011 1000 m
- 2001 1000 m
- 2001 Teamsprint
- 2002 1000 m
- 2005 Olympischer Sprint
- 2006 Sprint
- 2008 Teamsprint